# Parafia św. Anny w Tarnowskich Górach
Parafia Świętej Anny w Tarnowskich Górach – parafia rzymskokatolicka w Tarnowskich Górach, należy dekanatu Tarnowskie Góry diecezji gliwickiej.

## Zasięg parafii
Do parafii należą wierni z Tarnowskich Gór, mieszkający przy ulicach: Bałtyckiej, Cichej, Daszyńskiego, Dolomitów, Gliwickiej, Kierunkowej, Kolejarzy, Konduktorskiej, Kujawskiej, Ludowej, Lyszcze, Łomnickiego, Maszynistów, Nowej, Prostej, Rudnej, Semaforowej, Skalnej, Skośnej, Staszica, Sygnałów, Szarych Szeregów, Szczęść Boże, Szybów, Torowej, Trakcyjnej i Wielkopolskiej.